# Синькевич Юлій Львович
Юлій Львович Синькевич (нар. 8 квітня 1938 — пом. 23 вересня 2019) — скульптор родом з Києва. 

## Біографічні дані
У 1962 закінчив Київський Художній Інститут (учень Михайлп Лисенка; станкова (композиції, портрети) і монументальна скульптура; співавтор пам'ятника Т. Шевченкові в. Москві (граніт; 1964), меморіального комплексу «Героям Мелітополя» (1967), Пам'ятника Леніну в Прилуках (1976) та ін.
Заслужений діяч мистецтв України — 1993, дійсний член Академії мистецтв Киргизстану — 1998.
Співавтор військового меморіалу в Мелітополі (архітектори А. П. Сницарєв, О. К. Стукалов, скульптори М. Я. Грицюк, Ю. Л. Синькевич, А. С. Фуженко,1967).